# Wicken (Northamptonshire)
Wicken es un pueblo y una parroquia civil del distrito de South Northamptonshire, en el condado de Northamptonshire (Inglaterra).

## Demografía
Según el censo de 2001, Wicken tenía 299 habitantes (153 varones y 146 mujeres). 56 de ellos (18,73%) eran menores de 16 años, 220 (73,58%) tenían entre 16 y 74, y 23 (7,69%) eran mayores de 74. La media de edad era de 42,58 años. De los 243 habitantes de 16 o más años, 42 (17,28%) estaban solteros, 156 (64,2%) casados, y 45 (18,52%) divorciados o viudos. 155 habitantes eran económicamente activos, 152 de ellos (98,06%) empleados y otros 3 (1,94%) desempleados. Había 3 hogares sin ocupar y 130 con residentes.
| 367                         | 385 | 471 | 536 | 503 | 487 | - | - | 408 | 442 | 414 | 362 | 320 | 301 | - | 304 | 278 |
| (Fuente: Vision of Britain) |     |     |     |     |     |   |   |     |     |     |     |     |     |   |     |     |